# 悟り (コスプレ)
コスプレにおける悟り（さとり）とは男性が顔を隠して女装コスプレを行う行為である。
その流行の発端は2004年1月12日にとあるウェブ日記で公開されたメイド服を着用した男の首から下の写真である。翌月には同様の行為は一部の日記やブログにて流行し出した。

## 定義
その定義は明確ではないが、顔を隠すことと女物の服である事が絶対要件である。動機は様々である。

## 用語
- 生き仏 - 「悟り」の概念の生れる前から女装をしていた人。
- 悟レイヤー - 「悟り」を開いた男性コスプレイヤー。
- 天竺 - 顔出しで写真を公開した人を「天竺へ旅立った人」と呼ぶ。